# Joan Tarrús i Bru
Joan Tarrús i Bru (Olot, 15 de febrer de 1880 - Girona, 31 de març de 1972) fou un polític gironí i metge oculista.
Tarrús i Bru pertanyia a una nissaga de metges i polítics de la ciutat de Girona. En la seva joventut, Tarrús no emprengué el camí tradicional de la seva família i ingressà al seminari diocesà de Girona, que finalment abandonà per dedicar-se als estudis de metge oculista. Tot i que no disposava de vocació política, Tarrús fou escollit alcalde de Girona el 1924 per la dictadura del general Miguel Primo de Rivera. Després de la Guerra civil espanyola fou el primer alcalde del règim franquista. La seva estada al càrrec fou breu (del 6 de febrer al 23 d'octubre de 1939), atès que era l'únic oculista actiu de la província de Girona i no podia donar una dedicació exclusiva al càrrec. En abandonar-lo, fou immediatament nomenat president de la Diputació de Girona, càrrec que va ostentar fins al març de 1940.
En l'àmbit civil, Tarrús fou president del Cercle Artístic de Girona del 1947 a 1949.